# Ek Chuah

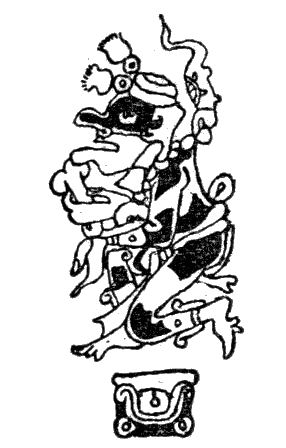
Glifo maya que representa a Ek Chuah o Bo'ox Laci-Tha.

Bo'ox Laci-Tah es una deidad de la cultura maya. Es el dios del chocolate, representado con el labio inferior colgando, portando una lanza cuando representaba la guerra, y con un fardo de mercancía cuando representaba a los mercaderes.
Bo'ox Laci-Tah es la sexta deidad más comúnmente representada en los códices. Tiene un labio inferior grueso y colgante y aparece generalmente pintado de negro. El jeroglífico de su nombre es un ojo con un aro negro. Este dios parece haber tenido un carácter doble y un tanto contradictorio; como dios de la guerra era malévolo, pero como dios de los mercaderes ambulantes era propicio. En el carácter primeramente indicado aparece con una lanza en la mano, a veces combatiendo y aún vencido por otro dios, de la guerra, el sacrificio y la violencia, el dios F. Se le ve con Ixchel, armado de jabalinas y una lanza, tomando parte en la destrucción del mundo por el agua. Como dios favorable aparece con un fardo de mercancías sobre la espalda, semejante a un mercader ambulante, y en algún lugar se le muestra con la cabeza de Xamán Ek, dios de la estrella polar, "guía de las mercaderes". Ek Chuah era también el patrón del cacao, y los que poseían plantaciones de este fruto celebraban una ceremonia en su honor en el mes de Muán. En algunos casos, parece haber tomado atributos de otras deidades, uno de sus aspectos parece haber sido una mujer bella con una piel brillante y oscura, ojos y cabello marrón. A medida que ganó influencia e importancia, Ek Chuah acabó suplantando al más antiguo dios L del que en el periodo Posclásico es apenas distinguible.